# ساحلی‌های مخملی
ساحلی‌های مخملی (نام علمی: Ochteridae) نام یک تیره از فروراسته سوزنی‌ریختان است.